# Pavel Londak
Pavel Londak (ur. 14 maja 1980 w Tallinnie) – estoński piłkarz występujący na pozycji bramkarza. Od 2020 roku gra w klubie Tallinna JK Legion.
Do Bodø/Glimt dołączył w styczniu 2007 roku z Flory Tallinn. Londak był też zawodnikiem reprezentacji Estonii.
Londak w 2003 roku zmienił nazwisko, wcześniej nazywał się Pavel Kissejlov.